# Look Back Again/Over The Distance
「Look Back Again/Over The Distance」（ルック・バック・アゲイン/オーバー・ザ・ディスタンス）は、矢井田瞳の4作目のシングル。 2001年6月27日にEMIミュージック・ジャパンから発売された。

## 解説
- 自身初となる両A面シングルで、カップリングを含め全ての曲にタイアップが付いた。
- シングルでは、自身として最大のセールスを誇った。

## ミュージック・ビデオ
A面両曲ともミュージック・ビデオが制作され、どちらとも映像の舞台は南米ブラジルとなっている。
「Look Back Again」はリオデジャネイロが舞台になっており、街並みのほかニテロイ現代美術館、カテドラル・メトロポリターナ（Catedral Metropolitana）、トーレ・アブラハム・リンカーン（Torre Abraham Lincoln）及びトーレ・シャルル・ド・ゴール（Torre Charles de Gaulle）からなるツインタワー、ミゲル・コート（Rua Miguel Couto）、ポン・ヂ・アスーカルのロープウェイなどの著名な施設も登場する。内容は矢井田が仮面の少女になって街を歩き、路線バス内で女性に言い寄る男性、理髪店でケンカをする夫婦、ベンチで泣く少女など、様々な人間模様を目撃するものである。その合間に街並みを背景に歌う矢井田のカットが入れられ、中盤以降では矢井田が巨人化して街を歩くシーンもある。
「Over The Distance」はレンソイス・マラニャンセス国立公園の砂丘と湖が登場する。女性がギターを片手に砂丘を歩く姿の空撮と、地上で撮影した砂丘を背景に矢井田が歌う画から構成されている。

## 収録曲
1. Look Back Again [3:30]
作詞・作曲：Yaiko、編曲：Diamond Head
  - 資生堂「ピエヌ」CMソング
2. Over The Distance [4:09]
作詞・作曲：Yaiko、編曲：Diamond Head
  - 日本航空「ACTIVE 北海道 2001」キャンペーンソング
3. le vent brulant [2:18]
演奏：Diamond Head featuring Hitomi Yaida
作曲：Daishi Kataoka・Akira Murata、編曲：Diamond Head
フジテレビ系「F1グランプリ」エンディングテーマ

## 収録アルバム
- Candlize (#1,2、#2はアルバムバージョン)
- Single collection (#1,2)
- THE BEST OF HITOMI YAIDA (#1,2)

| Aメロ1 | Aメロ1     | → | Bメロ1・サビ1 | Bメロ1・サビ1 | → | Aメロ2 | Aメロ2     | → | Bメロ2・サビ2 | Bメロ2・サビ2 | → | 大サビ | 大サビ        | → | 後奏 | 後奏       |
|        | ロ長調 (B) | → |               | ト長調 (G)    | → |        | ロ長調 (B) | → |               | ト長調 (G)    | → |        | 変イ長調 (A♭) | → |      | ロ長調 (B) |

|  | 変ロ長調 (B♭) |